# بارگاه شیطان
بارگاه شیطان فیلمی به کارگردانی منوچهر قاسمی و نویسندگی عرب زاده محصول سال ۱۳۴۹ است.

## بازیگران
- عبداله بوتیمار
- شهین
- ابراهیم فخار
- محمد بانکی
- نرسی کرکیا
- محسن آراسته
- یدالله محمدی‌نژاد
- منصوری
- سیما
- آنوشاوان هاروتیونیان
- گیتی فروهر